# 北越谷駅
北越谷駅（きたこしがやえき）は、埼玉県越谷市大沢三丁目にある、東武鉄道伊勢崎線の駅である。「東武スカイツリーライン」の愛称区間に含まれている。駅番号はTS 22。

## 歴史
当駅は東武鉄道開通当初からある駅の1つであり、宿場町である南埼玉郡越ヶ谷町の最寄駅として、開業当初は越ヶ谷駅（こしがやえき）を名乗った。1919年（大正8年）に、当駅南方に越ヶ谷駅（現・越谷駅）新設を迎えることを受けて名前を譲り、所在する町名（南埼玉郡大沢町）に従って武州大沢駅（ぶしゅうおおさわえき）に改称する。さらに、1954年（昭和29年）に越ヶ谷町・大沢町などが合併し、越谷町（現・越谷市）が発足した後、1956年（昭和31年）に北越谷駅に改称された。
開業時の駅舎は貴賓室があり、皇族が埼玉鴨場へ来場する際に利用されていた。その後、1962年（昭和37年）に帝都高速度交通営団（現・東京地下鉄）日比谷線との相互直通運転が開始されることを機に、当駅は東武鉄道初の橋上駅となり、西口が新設された。連続立体交差事業に伴い1999年（平成11年）には高架駅となり、2001年（平成23年）には当駅 - 越谷駅間が複々線化された。

### 年表
- 1899年（明治32年）8月27日：東武鉄道北千住駅 - 久喜駅間開通時に越ヶ谷駅（こしがやえき）として開設[1]。
- 1919年（大正8年）11月20日：武州大沢駅（ぶしゅうおおさわえき）に改称[3]。
- 1956年（昭和31年）
  - 7月：駅前広場に街頭テレビ新設。
  - 12月1日：北越谷駅（きたこしがやえき）に改称。
- 1962年（昭和37年） 5月31日：日比谷線北千住駅 - 人形町駅間開通に伴い、当駅まで相互直通運転開始。
- 1997年（平成9年）3月25日：越谷まで高架複々線化完成に伴い、早朝・深夜を除き当駅始発・終着列車が越谷発着へ変更。
- 1998年（平成10年）9月11日：上り線高架化[4]。
- 1999年（平成11年）9月9日：下り線高架化に伴い、上下高架線完成[5]。自動改札機設置。
- 2001年（平成13年）3月28日：高架複々線化完了に伴い、越谷発着列車は全て当駅始発・終着に戻される[6][2]。
- 2003年（平成15年）3月19日：半蔵門線・東急田園都市線相互直通運転開始に伴い、半蔵門線直通の区間準急列車の当駅始発・終着が各停以外で初めて設定される。
- 2006年（平成18年）3月18日：上記の区間準急は準急へ種別変更され、新たに浅草発着区間準急列車の当駅始発・終着が設定される。
- 2011年（平成23年）12月8日：発車メロディ導入。
- 2013年（平成25年）3月16日：ダイヤ改正に伴い、日中の区間準急が廃止。日中は東京メトロ日比谷線直通列車のみの運行となり、浅草駅発着の列車は朝と夜の時間帯のみの運行となった[7]。
- 2019年（平成31年）3月1日：待合室新設。
- 2020年（令和2年）6月7日：1番線ホームドア使用開始[8]。

## 駅概要
北千住駅から続く複々線区間は当駅までとなっており、西新井駅 - 竹ノ塚駅間から続く高架区間も当駅で終わる。日比谷線と相互直通運転が開始された当初は直通列車運行区間が当駅までであった。後に北春日部駅・東武動物公園駅・日光線南栗橋駅まで延長されたが、現行ダイヤでも当駅が始発・終点となる列車は朝夕を中心に多く設定されている。
2013年3月15日までは昼間時の日比谷線直通列車の半分が当駅止まりで、後続の区間準急がこれに接続するダイヤになっていた。翌16日より直通運転区間が南栗橋駅まで延長され、昼間時は1時間に6本（東武動物公園発着が4本と南栗橋発着が2本）に変更されたため当駅発着が廃止された。これに伴い、昼間時の北千住・浅草方面の電車が減少した。

## 駅構造
島式ホーム2面4線を有する高架駅。バリアフリー設備として、改札階とホームを連絡するエレベーターが設置されている。駅北側には引上線があり、日比谷線直通列車など当駅折返しおよび夜間留置電車が使用する。朝夕に半蔵門線・東急田園都市線直通の準急が停車するため、ホームは10両編成対応である。2020年6月7日に1番線にてホームドアの稼働が開始された。なお2番・3番ホーム（上下緩行線）、4番ホーム（下り急行線）についても順次使用を開始する。
朝夕に設定される準急・区間準急列車は急行線ホーム1・4番線へ発着する。この他急行線を走行する種別は全て当駅に停車しないため、準急・区間準急が運行されない日中時間帯の1・4番線は通過列車のみとなる。
なお、2013年（平成25年）3月15日まで設定されていた8時台当駅始発上り準急長津田行のみ緩行線ホーム2番線から発車していた。また、2009年（平成21年）6月まで存在した6時過ぎ当駅始発下り普通東武動物公園行は急行線ホーム4番線より発車していた。
駅構内はカーブのため当駅を通過する列車は、90km/h（地上時代は80km/h）の速度制限を受ける。
越谷駅方向の上り線には緩行線から急行線に、下り線には急行線から緩行線へ転線する分岐器が設置されている。
高架前の地上駅は北春日部駅同様に外側に通過線がある島式ホームであり、通過待ちも行われていた。高架工事中の駅舎は東口側のみであったため、西口方面へは一旦東口を出てから地下通路を経由する必要があった。

### のりば
| 番線 | 路線                   | 方向 | 軌道   | 行先                                                                                       |
| ---- | ---------------------- | ---- | ------ | ------------------------------------------------------------------------------------------ |
| 1    | 東武スカイツリーライン | 上り | 急行線 | 新越谷・北千住・とうきょうスカイツリー・浅草・ 半蔵門線 渋谷・ 東急田園都市線 中央林間方面 |
| 2    | 東武スカイツリーライン | 上り | 緩行線 | 新越谷・北千住・とうきょうスカイツリー・浅草・ 日比谷線 中目黒方面                         |
| 3    | 東武スカイツリーライン | 下り | 緩行線 | 北春日部・東武動物公園・ 日光線 南栗橋方面                                                 |
| 4    | 東武スカイツリーライン | 下り | 急行線 | 春日部・東武動物公園・ 伊勢崎線 久喜・ 日光線 南栗橋方面                                   |

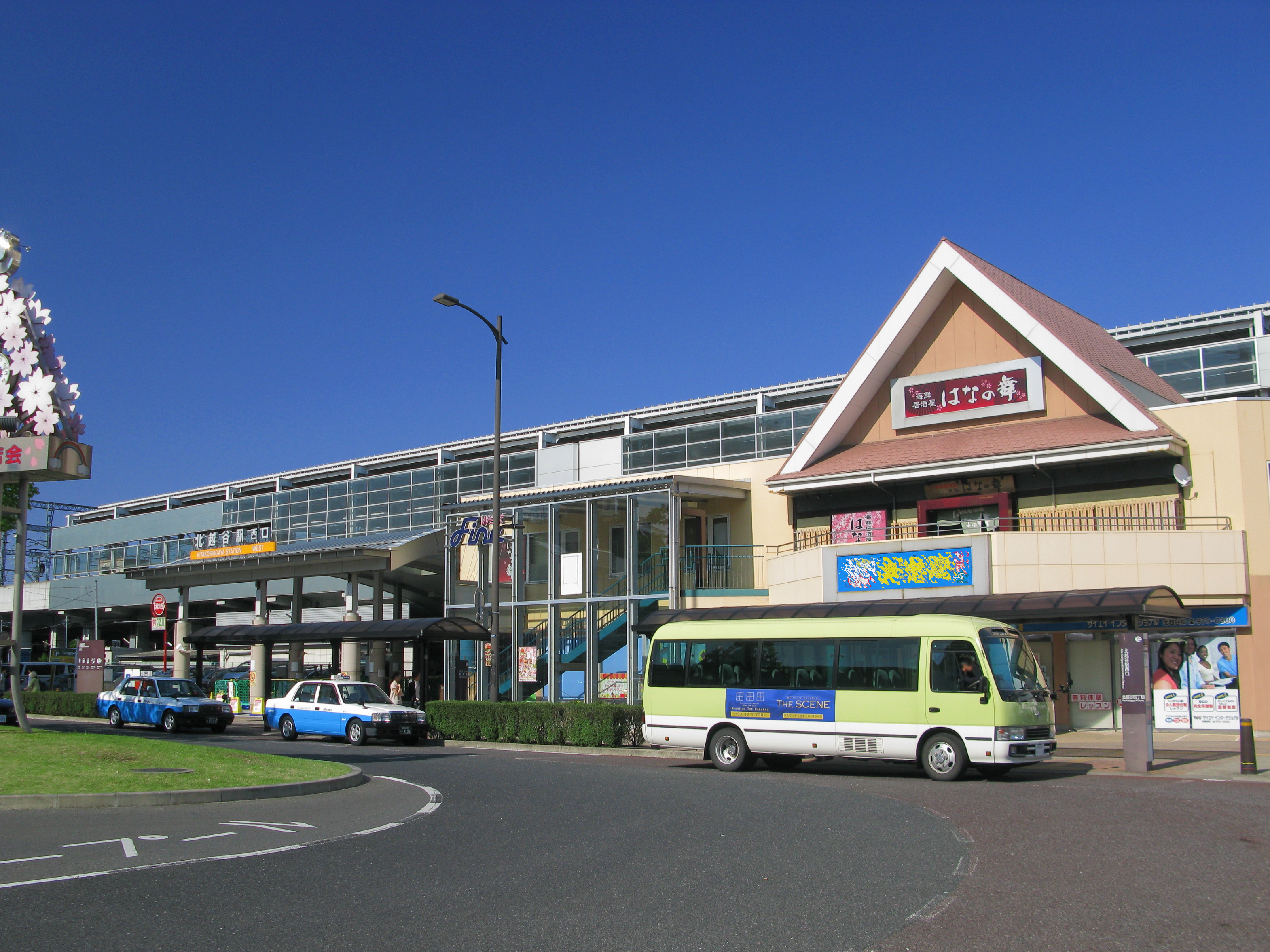
西口（2012年5月）
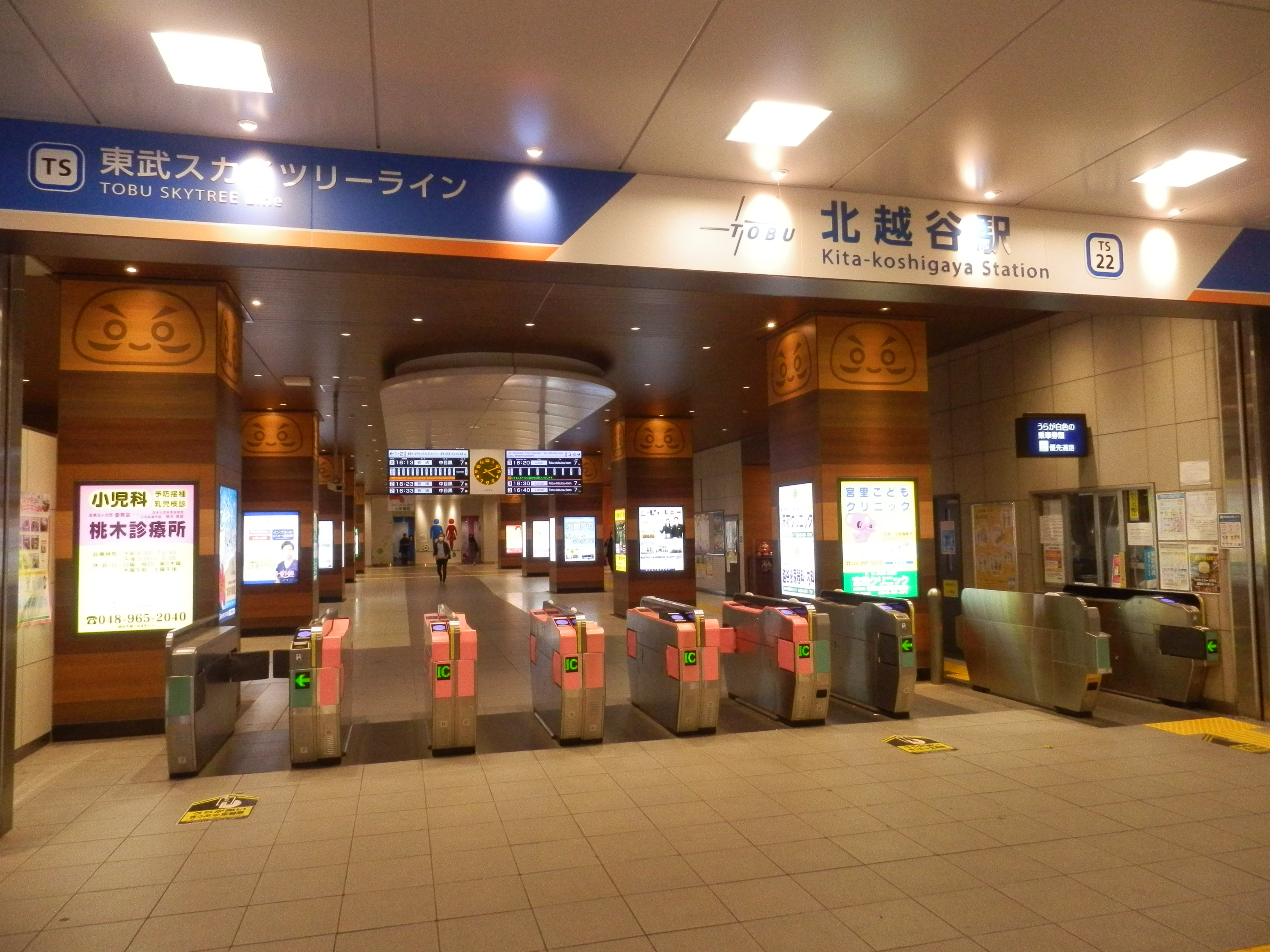
改札口（2020年11月）
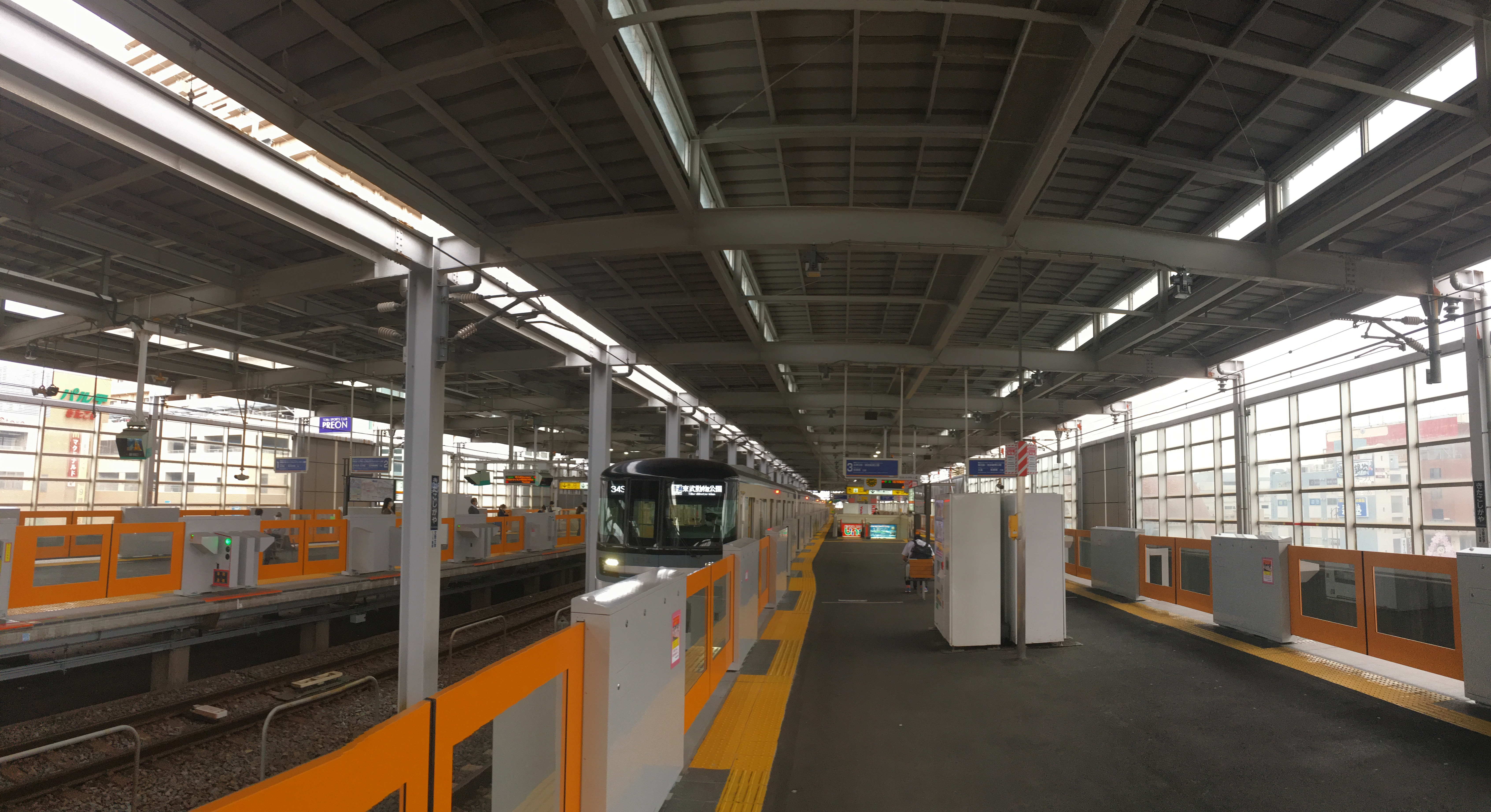
ホーム（2020年11月）

#### 配線図
| ← 浅草・中央林間 ・中目黒 方面 | 東武鉄道北越谷駅 鉄道配線略図 | → 東武動物公園 ・南栗橋・久喜・伊勢崎 会津田島方面 |
| 凡例 出典:*                    |                               |                                                    |

## 利用状況
2024年度（令和6年度）の1日平均乗降人員は48,539人である。伊勢崎線の駅では第11位である。
各年の1日平均乗降・乗車人員の推移は以下の通り｡

### 昭和以前
| 年度               | 1日平均 乗降人員 | 1日平均 乗車人員 |
| ------------------ | ---------------- | ---------------- |
| 1901年（明治34年） | 615              |                  |
| 1960年（昭和35年） | 3,513            | 1,756            |
| 1965年（昭和40年） | 9,884            | 4,940            |
| 1970年（昭和45年） | 21,401           | 10,700           |
| 1975年（昭和50年） | 31,211           | 15,605           |
| 1980年（昭和55年） | 34,709           | 17,355           |
| 1981年（昭和56年） |                  | 17,376           |
| 1982年（昭和57年） |                  | 17,243           |
| 1983年（昭和58年） |                  | 17,652           |
| 1984年（昭和59年） |                  | 18,232           |
| 1985年（昭和60年） | 37,496           | 18,749           |
| 1986年（昭和61年） |                  | 19,591           |
| 1987年（昭和62年） |                  | 20,526           |
| 1988年（昭和63年） |                  | 21,675           |

### 平成
| 年度               | 1日平均 乗降人員 | 1日平均 乗車人員 |
| ------------------ | ---------------- | ---------------- |
| 1989年（平成元年） |                  | 22,588           |
| 1990年（平成02年） | 47,478           | 23,534           |
| 1991年（平成03年） |                  | 24,325           |
| 1992年（平成04年） |                  | 24,744           |
| 1993年（平成05年） |                  | 25,030           |
| 1994年（平成06年） |                  | 24,999           |
| 1995年（平成07年） |                  | 25,132           |
| 1996年（平成08年） |                  | 24,622           |
| 1997年（平成09年） |                  | 23,880           |
| 1998年（平成10年） | 47,512           | 23,728           |
| 1999年（平成11年） | 46,377           | 23,198           |
| 2000年（平成12年） | 46,505           | 23,332           |
| 2001年（平成13年） | 47,698           | 24,066           |
| 2002年（平成14年） | 47,859           | 24,170           |
| 2003年（平成15年） | 48,313           | 24,467           |
| 2004年（平成16年） | 49,240           | 24,984           |
| 2005年（平成17年） | 49,916           | 25,327           |
| 2006年（平成18年） | 50,734           | 25,704           |
| 2007年（平成19年） | 51,783           | 26,216           |
| 2008年（平成20年） | 52,765           | 26,592           |
| 2009年（平成21年） | 52,467           | 26,417           |
| 2010年（平成22年） | 51,937           | 26,117           |
| 2011年（平成23年） | 51,497           | 25,771           |
| 2012年（平成24年） | 52,426           | 26,176           |
| 2013年（平成25年） | 53,290           | 26,613           |
| 2014年（平成26年） | 52,745           | 26,343           |
| 2015年（平成27年） | 54,022           | 26,979           |
| 2016年（平成28年） | 53,940           | 26,961           |
| 2017年（平成29年） | 53,828           | 26,896           |
| 2018年（平成30年） | 53,868           | 26,922           |

### 令和
| 年度               | 1日平均 乗降人員 | 1日平均 乗車人員 | 出典       |
| ------------------ | ---------------- | ---------------- | ---------- |
| 2019年（令和元年） | 53,007           | 26,482           | [ 東武 3 ] |
| 2020年（令和02年） | 36,790           | 18,390           | [ 東武 4 ] |
| 2021年（令和03年） | 41,182           | 20,585           | [ 東武 5 ] |
| 2022年（令和04年） | 44,841           | 22,413           | [ 東武 6 ] |
| 2023年（令和05年） | 47,047           | 23,510           | [ 東武 7 ] |
| 2024年（令和06年） | 48,539           | 24,248           | [ 東武 1 ] |

## 駅周辺

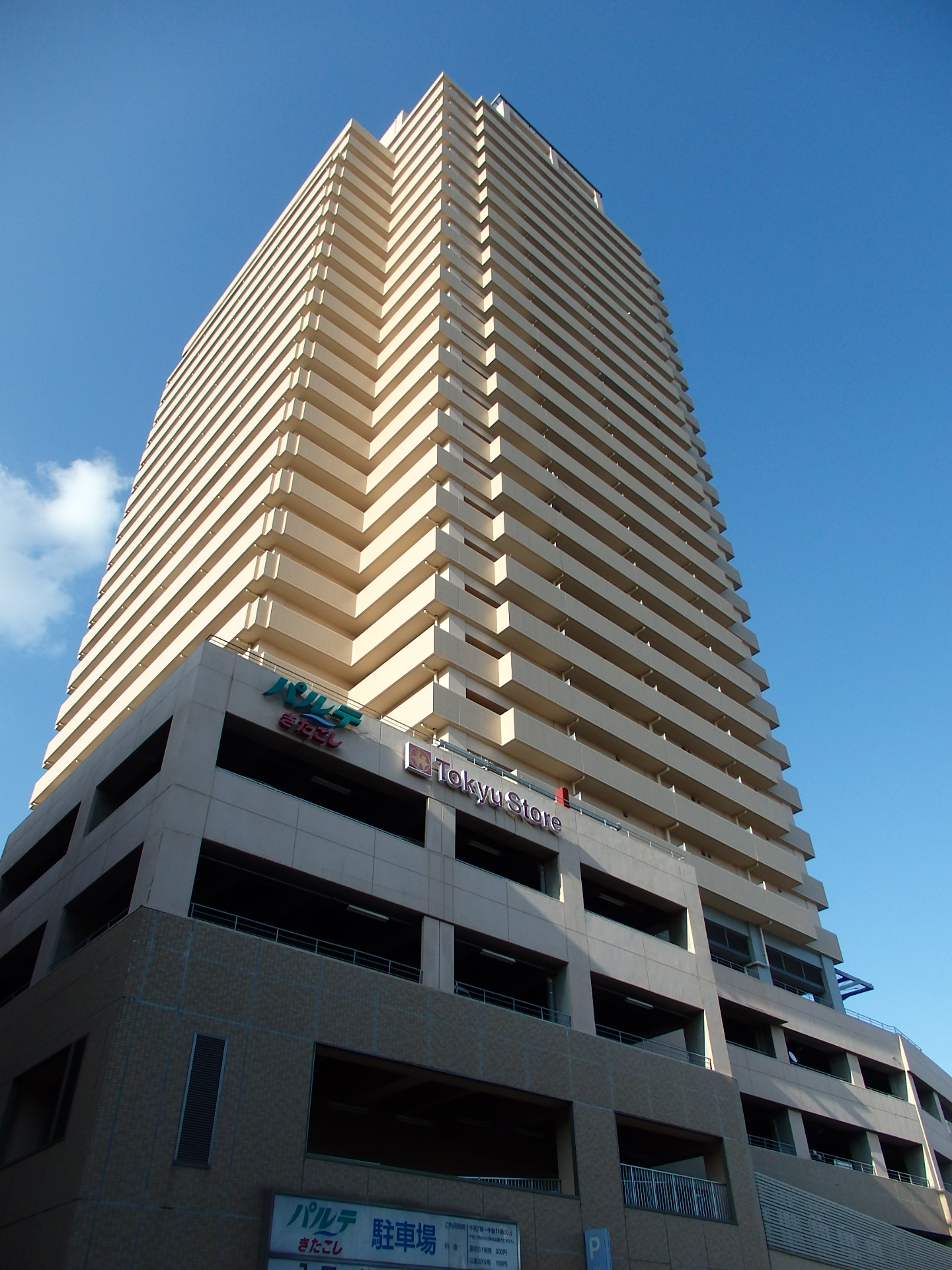
パルテきたこし

### 東口
- 東冠メモリアル北越谷駅前
- パルテきたこし
- 北越谷東急ストア
- ザ・ダイソー
- 越谷市男女共同参画支援センター「ほっと越谷」
- ギガマート 北越谷店
- スーパーマルサン
- 東武スポーツクラブ プレオン北越谷
- 埼玉県立越ヶ谷高等学校
- 越ヶ谷久伊豆神社
- 香取神社
- 越谷市消防局
- 越谷郵便局
  - ゆうちょ銀行 越谷店
- 北越谷駅東口郵便局
- 埼玉りそな銀行 北越谷支店
- 足立成和信用金庫 北越谷支店
- 足利銀行越谷支店
- 越谷市立第一体育館・第二体育館
- 埼玉県道49号足立越谷線（日光街道）
- 埼玉県道325号大野島越谷線

### 西口
- 越谷警察署 北越谷駅前交番
- 文教大学 越谷キャンパス
- ライフ 越谷店
- 北越谷地区センター・公民館
- 宮内庁埼玉鴨場
- 越谷梅林公園
- 北越谷駅前郵便局
- 東京東信用金庫 大袋支店北越谷出張所
- しらこばと運動公園（やや離れているが、当駅からバスで行ける時期もあった）

## 路線バス

### 東口
| 乗り場   | 乗り場 | 系統              | 行先                           | 運行事業者                   | 備考                   |
| -------- | ------ | ----------------- | ------------------------------ | ---------------------------- | ---------------------- |
| 北越谷駅 | 1      | KK11              | エローラ                       | 茨城急行自動車（松伏営業所） |                        |
| 北越谷駅 | 1      | KK12              | 松伏高校前                     | 茨城急行自動車（松伏営業所） |                        |
| 北越谷駅 | 2      | KK21 弥栄団地循環 | 北越谷駅                       | 朝日自動車（越谷営業所）     | 14時を境に循環方向変更 |
| 北越谷駅 | 2      | KK22              | 弥栄一丁目                     | 朝日自動車（越谷営業所）     |                        |
| 北越谷駅 | 2      | KK23              | 老人福祉センター（くすのき荘） | 茨城急行自動車（松伏営業所） |                        |
| 北越谷駅 | 3      | KK31              | まつぶし緑の丘公園             | 茨城急行自動車（松伏営業所） | 朝夕運転               |
| 北越谷駅 | 3      | KK33              | 大正大学入口                   | 茨城急行自動車（松伏営業所） |                        |
| 北越谷駅 | 3      | KK34              | 東埼玉テクノポリス南           | 茨城急行自動車（松伏営業所） |                        |
| 北越谷駅 | 3      | KK35              | 松伏給食センターほほえみ       | 茨城急行自動車（松伏営業所） |                        |
| 北越谷駅 | 3      | ND11              | 野田市駅                       | 茨城急行自動車（松伏営業所） |                        |
| 北越谷駅 | 3      | ND12              | 野田市駅                       | 茨城急行自動車（松伏営業所） | 1日1本                 |
| 北越谷駅 | 3      | ND13              | 野田市駅                       | 茨城急行自動車（松伏営業所） |                        |
| 北越谷駅 | 4      | KK32              | 吉川駅北口                     | 茨城急行自動車（松伏営業所） | 平日朝1本              |

- 上野駅・北千住駅からの深夜急行バスは東口に到着する（東武バスセントラル）。

### 西口
西口からの定期運行の路線バスは設定されていない。
- 朝日自動車・茨城急行自動車[17]：埼玉スタジアム2002直行バス ※ 運行日・時刻等は関係各所に確認のこと

## 隣の駅
東武鉄道
 東武スカイツリーライン
■急行・■区間急行
通過
■準急・■区間準急・■普通
越谷駅 (TS 21) - 北越谷駅 (TS 22) - 大袋駅 (TS 23)